# Katana

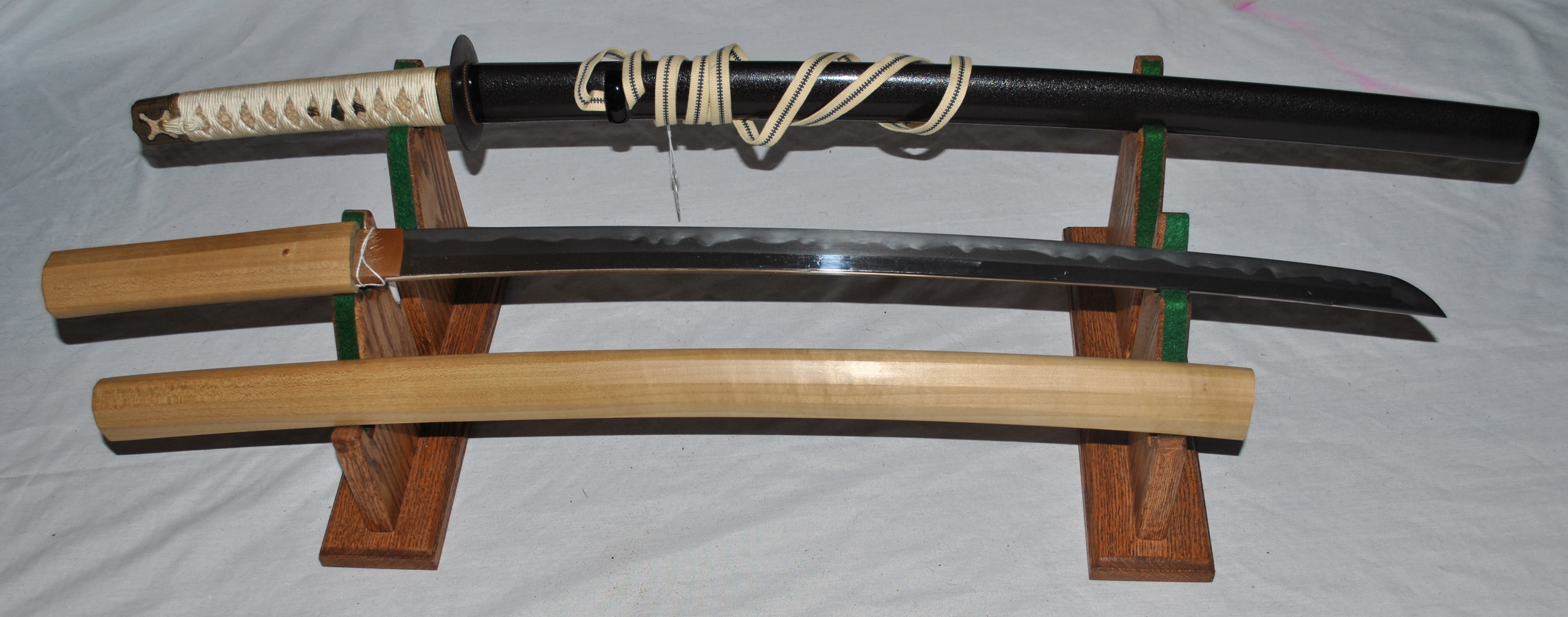
Katana 1600s, aláírta Sukenao.

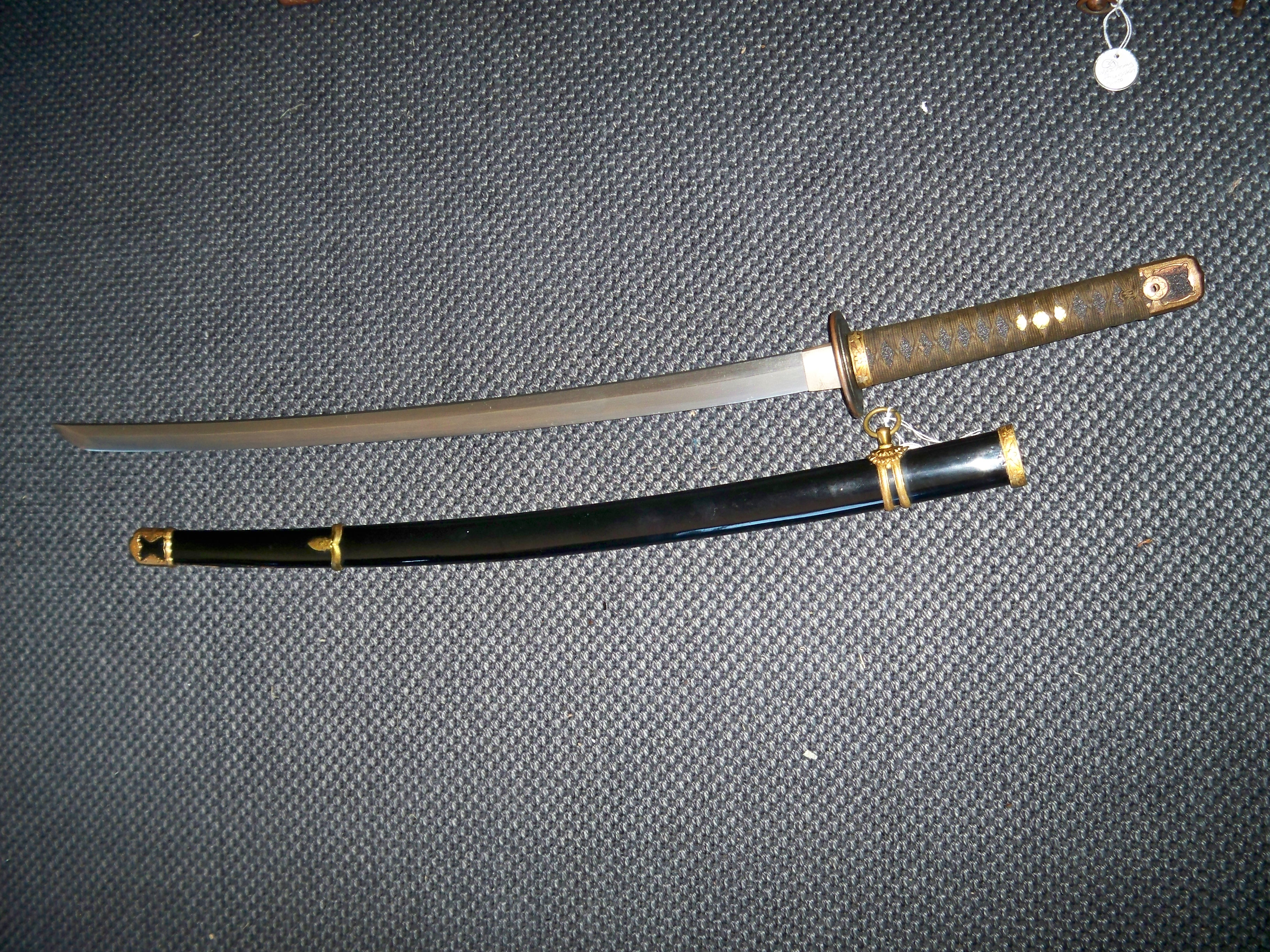
Egy második világháborús haditengerészeti katanamásolat (guntó)

A katana (vagy: ucsigatana) klasszikus japán kard, a szamurájok oldalfegyvere, köznapi nevén a „szamurájkard”.

Csatában a szamurájok fő fegyvere a Szengoku-korszaktól kezdve lándzsa (jari), az íj (jumi), később pedig a muskéta (tanegasima) volt. Katanát akkor használtak, ha a fő fegyverükre nem tudtak támaszkodni, illetve párbajok és kisebb csetepaték során. A hétköznapok során is viselték a katanájukat a rövidebb kardjukkal, a vakizasival együtt.

## A katana készítése
Rendszerint élével felfelé hordták, közvetlenül az övbe tűzve, a kirántás gyorsabbá tétele végett. Az igazán minőségi kardokat csak a legjobb kardmesterek készítették, hosszú hetek kitartó munkájával, számtalan rituáléval övezve. A kard készítésének tudománya apáról fiúra, mesterről tanítványra szállt. A régi mesterek kovácsolási titkait csak a 20. század végén sikerült megfejteni, hála a modern anyagvizsgálati módszereknek.

A kardkészítő egy-egy kiváló munkája előtt és alatt is böjtölt, nem hált a feleségével, sőt, nő be sem tehette a lábát a műhelyébe. Amíg nem készült el a kard, addig csak az udvaron lévő tiszta vízben tisztálkodott a kovács, még télen is. A penge sokszori átlapolással, hajtogatással és folyamatos kalapálással készült. Kiindulási anyagként a tamahagane nevű anyagot használták. Ez nem más, mint vastartalmú homokból kiolvasztott vas és szennyező anyagok elegye. Kovácsolás közben a kiindulási anyagmennyiség alig egyharmadára csökkent az acél tömege, mire kard lett belőle, a többit (főként szennyeződést) kikalapálta belőle a kovács. A japán kard alapvetően kéttestű. A kemény külső réteg (kavagane) felel a keménységért és a vágóélért, míg a belső réteg (singane) a tartásért és a rugalmasságért. Amikor már készen volt az egész penge, akkor alakította ki a penge edzésvonalát (hamon), amelynek számos neve van, az edzésvonal alakjától függően. Ezt a penge élének és többi részének különböző sebességű hűtésével érte el, így ugyanis különböző anyagszerkezet alakult ki, amelyeknek a színe és egyéb tulajdonságai is különböztek a többitől. Ha kovácsolás közben kiderült egy pengéről, hogy hibás, akkor legjobb esetben is csak évek múlva vette elő azt a kardkészítő, hogy összetörje és újból felhasználja.
A kard különböző részeit (penge, tok, markolat, markolatvédő) különböző mesterek készítették. A szamuráj rangját legszembetűnőbben a tok (szaja) és a markolatvédő (cuba) jelezte. A cuba mérete, vastagsága és mintázata végtelen variációban létezett. Markolatvédőt mind a kardkészítők (tosó), mind a fegyverkészítők (kacsuszi) gyártottak a 17. századig, ezután az aranyműveseké lett a fő szerep. Ez főként az egyre kifinomultabb és bonyolultabb díszítéseknek volt köszönhető. A cuba egyre inkább ékszerre kezdett hasonlítani, amit különleges ötvözetekből készítettek és vontak be. Kedvelt mintázat volt a természet, a szimbolikus ábrák, a vallás, a legendák és a mesebeli lények. A természeti ábrázolások főként állatokat jelenítettek meg egyedül vagy a környezetükben, nyugalomban vagy mozgásban, leggyakrabban tigrist, majmot, lovat, kígyót, darvat, sast vagy pontyot, de gyakran előfordult elefánt, szarvas és teknős is. Az ábrákon látható állatok és növények gyakran álltak szimbolikus kapcsolatban növényekkel, elemekkel vagy mindkettővel. Például a szarvas és a juharfa az őszt szimbolizálja, míg a daru és fenyőfa együtt a hosszú életet, csakúgy mint a daru és a teknős. A mitikus ábrázolások között a leggyakoribbak természetesen a sárkány és a főnix voltak.
A kard élezése és polírozása mind a mai napig művészetnek és megbecsült szakmának számít, ami nagy szakértelmet és ügyességet kíván. Az elkészült kardokat próbáknak vetették alá, amely nem ritkán emberéletekbe került. Többnyire bűnözőket végeztek ki, de nem volt ritka, hogy a szamuráj az első vele szembe jövő parasztot vágta le vele. (A dzsúdzsi-kiri, vagyis keresztvágás nevű technika egyik értelmezése a szó szerinti keresztvágás, vízszintesen és függőlegesen, míg a másik a kard próbája az útkereszteződésben, ami szintén keresztet formáz.) Természetesen ehhez vágótudomány is kellett. A mai készítésű pengéket már nem élő próbaanyagon próbálják ki, hanem áztatott és kötegelt gyékényen vagy rizsszalmán. Ezt hívják tamesigirinek.
A markolatot (cuka) rájabőrrel vonták be a jobb, biztosabb fogás érdekében. A tokot (szaja) és a markolatvédőt (cuba) általában külön arra szakosodott mester készítette. A penge hossza általában 2 saku volt. (1 saku 30,3 cm) A katanát ritkán hordták magában, szinte elválaszthatatlan kiegészítője volt a vakizasi. A katana és vakizasi párosát daisónak hívják, ami magyarul „nagykicsi”, utalva a nagy és a kicsi pengére.
A szamuráj a kardjától önszántából soha nem szabadult meg, és legfőképpen nem adta el, mert a lelke egy részét képezte. (A szamuráj kor vége felé ez az eszme is eltűnt, sok elszegényedett szamuráj adta el vagy adta zálogba a kardját.) Soha nem ért ujjal a pengéhez, főleg nem egy másik szamurájéhoz, mert egyrészt ez súlyos sértés, másrészt mert rozsdásodni kezdett tőle, és az ujjlenyomat nem szép dísz a csillogó pengén. Aki puszta kézzel hozzáért egy pengéhez, azt a kard gazdája rögtön megtorolhatta, akárcsak akkor, ha az átlépett a kard felett. Mind a mai napig alapvető illedelmesség, hogy nem lehelünk a pengére, nem fogjuk meg és nem lépünk át fölötte. A szamuráj mindig gondoskodott a kardjáról, tisztán tartotta, ápolta, hogy a benne lakó lélek szeressen benne lakni, ne hagyja el azt. A kacudzsinken (élő penge) kifejezés jól szemlélteti a szamurájnak a kardjához való viszonyát.

## A katana használata
A bushi (szamuráj harcos) számára a kard önmaga lelkének egy része, így soha semmilyen körülmények között nem váltak meg tőle. A 19. század végén a sógunátus megszűnésével betiltották a szamurájkard viselését, így helyette az addig is használt bokken (fakard) használata terjedt el.
Napjainkban a katanát leginkább a iaidó-nak nevezett harcművészetben használják acélkardos formagyakorlatok során.

## Galéria

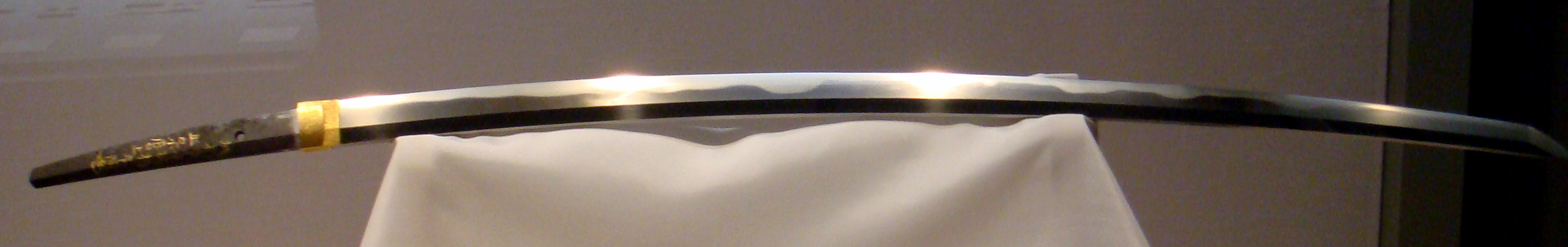
Katana a 14. századból, aláírta Maszamune.
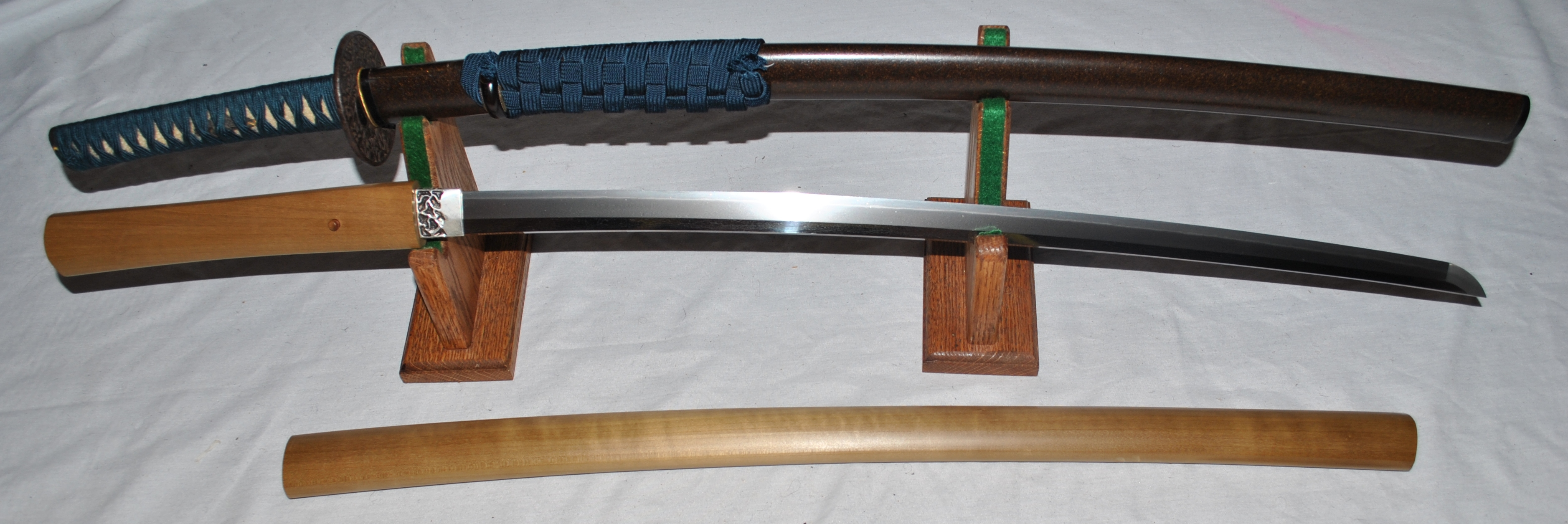
Katana a 17. századból, aláírta Heiandzso Fudzsivara Morikuni.
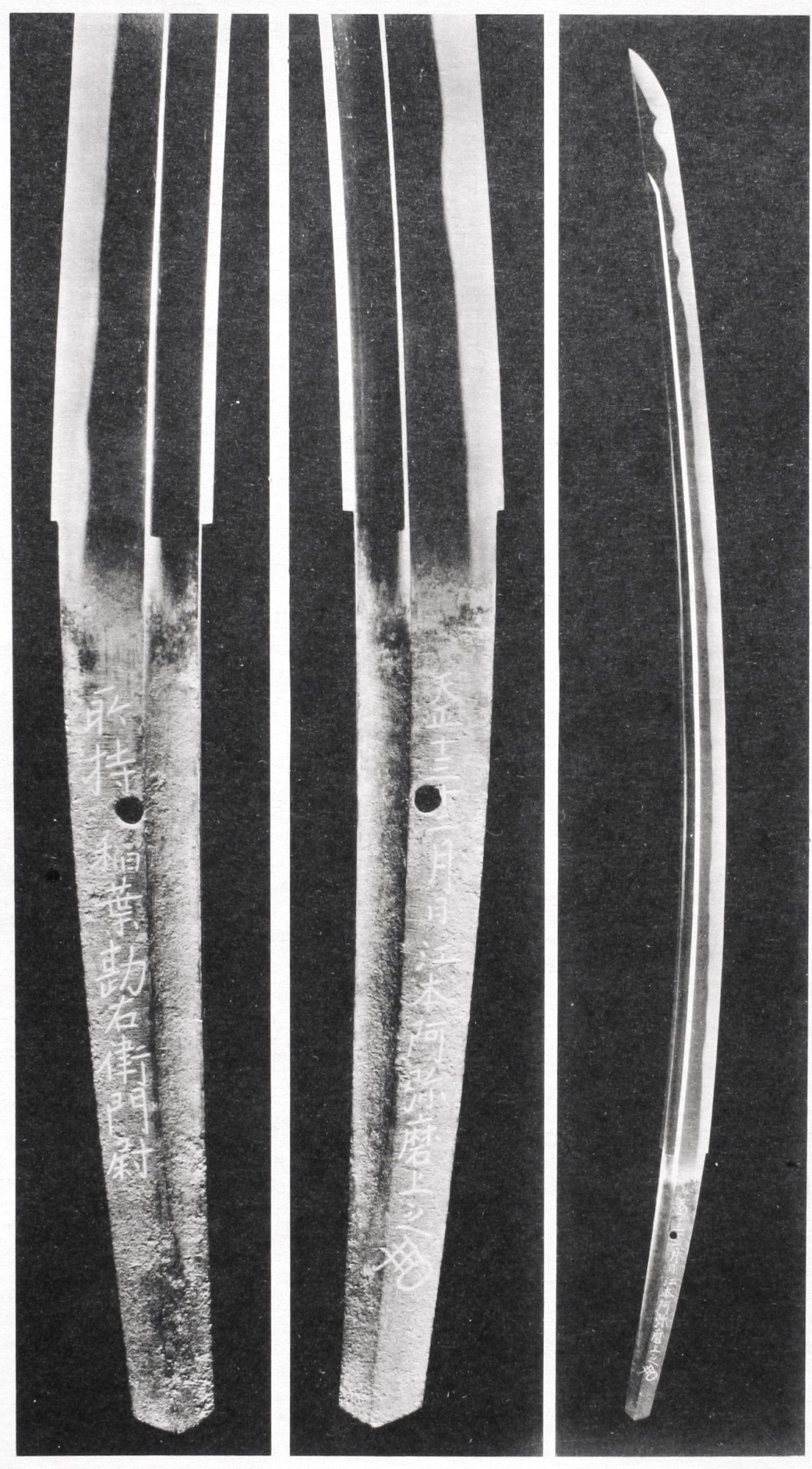
Katana a 14. századból, készítette Gó Josihiro.